# Martina Hrašnová
Martina Danišová-Hrašnová, slovaška atletinja, * 21. marec 1983, Bratislava, Češkoslovaška. 
Nastopila je na poletnih olimpijskih igrah v letih 2008, 2012 in 2016, leta 2008 je dosegla osmo mesto v metu kladiva. Na svetovnih prvenstvih je v isti disciplini osvojila bronasto medaljo leta 2009, na evropskih prvenstvih pa srebrni medalji v letih 2012 in 2014. Leta 2003 je prejela dvoletno prepoved nastopanja zaradi dopinga.